# Alika Milova
Alika Milova (Narva, 5 de setembre del 2002), més coneguda com a Alika, és una cantant estoniana.

## Biografia
Des de la seva infància, Milova va participar en múltiples concursos musicals i programes de televisió, tant a Estònia com a l'estranger, com The Baltic Voice, New Wave Junior, Kaunas Talent, Bravo Song Contest i Berlin Perle. El 2021 va tenir el seu major èxit quan va guanyar la vuitena edició d'Eesti otsib superstaari, la versió estoniana d'Idol. Va resultar en un contracte amb Universal Music Group.
L'1 de novembre del 2022, va ser anunciada com a un dels participants d'Eesti Laul 2023, la preselecció estoniana per al Festival de la Cançó d'Eurovisió. L'11 de febrer del 2023, Alika va guanyar el vot públic amb la seva cançó Bridges i representà Estònia en el Festival de la Cançó d'Eurovisió 2023, que se celebrà en la ciutat britànica de Liverpool.